# Discografia di Cynthia Erivo
La discografia di Cynthia Erivo, cantante e attrice britannica, comprende un album in studio solista e un album in studio collaborativo, una colonna sonora, 6 singoli.

## Album

### Album in studio

#### Da solista
| Anno | Titolo | Classifiche | Classifiche |
| Anno | Titolo | UK          | US          |
| ---- | --- | ----------- | ----------- |
| 2021 | Ch. 1 Vs. 1 - Pubblicato: 7 settembre 2021 - Etichetta: Verve Records - Formati: CD, LP, download digitale, streaming                  | –           | 77          |
| 2025 | I Forgive You - Pubblicato: 6 giugno 2025 - Etichetta: Verve Records, Republic Records - Formati: CD, LP, download digitale, streaming | 13          | 165         |

#### In collaborazione
| Anno | Titolo |
| ---- | --- |
| 2015 | Cynthia Erivo and Oliver Tompsett Sing Scott Alan (con Oliver Tompsett e Scott Alan) - Pubblicato: 9 ottobre 2015 - Etichetta: Autoedizione - Formati: CD, download digitale, streaming |

### Colonne sonore
| Anno | Titolo | Classifiche | Classifiche | Classifiche | Classifiche | Classifiche | Classifiche | Classifiche | Classifiche | Classifiche | Classifiche | Certificazioni |
| Anno | Titolo | UK Com.     | AUS         | CAN         | FRA         | ITA         | NLD         | NOR         | NZ          | SWI         | USA         | Certificazioni |
| ---- | --- | ----------- | ----------- | ----------- | ----------- | ----------- | ----------- | ----------- | ----------- | ----------- | ----------- | -------------- |
| 2024 | Wicked: The Soundtrack (con il cast di Wicked e Ariana Grande) - Pubblicato: 22 novembre 2024 - Etichetta: Republic Records e Verve Records - Formati: CD, LP, download digitale, streaming | 1           | 3           | 9           | 38          | 42          | 9           | 26          | 3           | 37          | 2           | - UK: Oro      |

### EP
| Anno | Titolo |
| ---- | --- |
| 2020 | She Is Risen, Vol. 2 (con Morgan James, Shoshana Bean, Debbie Gravitte, Bryonha Marie Parham, Ellyn Marie Marsh, Ann Harada, Tamika Lawrence, Bridget Everett, Marva Hicks, Eden Espinosa e coro) - Pubblicato: 18 settembre 2020 - Etichetta: Hedonist - Formati: Download digitale, streaming |

## Singoli

### Come artista principale
| Anno | Titolo                                                      | Classifiche | Classifiche | Classifiche | Classifiche | Classifiche | Classifiche | Classifiche | Classifiche | Album di provenienza                                    |
| Anno | Titolo                                                      | UK          | AUS         | CAN         | IRE         | NZ          | SWE         | USA         | USA R&B     | Album di provenienza                                    |
| ---- | ----------------------------------------------------------- | ----------- | ----------- | ----------- | ----------- | ----------- | ----------- | ----------- | ----------- | ------------------------------------------------------- |
| 2014 | Fly Before You Fall                                         | –           | –           | –           | –           | –           | –           | –           | 21          | Beyond the Lights (Original Motion Pictures Soundtrack) |
| 2018 | God Only Knows (con John Legend feat. yMusic)               | –           | –           | –           | –           | –           | –           | –           | 20          | –                                                       |
| 2019 | Stand Up                                                    | –           | –           | –           | –           | –           | 2           | –           | –           | Harriet (Original Motion Picture Soundtrack)            |
| 2020 | When You Believe (con Shoshana Bean feat. Stephen Schwartz) | –           | –           | –           | –           | –           | –           | –           | –           | –                                                       |
| 2021 | The Good                                                    | –           | –           | –           | –           | –           | –           | –           | –           | Ch. 1 Vs. 1                                             |
| 2021 | Glowing Up                                                  | –           | –           | –           | –           | –           | –           | –           | –           | Ch. 1 Vs. 1                                             |
| 2024 | Defying Gravity                                             | 7           | 31          | 63          | 12          | 6           | –           | 44          | –           | Wicked: The Soundtrack                                  |
| 2025 | Replay                                                      | –           | –           | –           | –           | –           | –           | –           | –           | I Forgive You                                           |
| 2025 | Worst of Me                                                 | –           | –           | –           | –           | –           | –           | –           | –           | I Forgive You                                           |

### Come artista ospite
| Anno | Titolo | Album di provenienza |
| ---- | --- | -------------------- |
| 2012 | Won't Let You Down (Cynikal feat. Cynthia Erivo) | /                    |
| 2018 | I Did Something Bad (cover) (Shoshana Bean feat. Cynthia Erivo) | /                    |
| 2020 | Together (Soundtrack from Year in Search) (Peter CottonTale feat. Chance the Rapper, Cynthia Erivo, Chicago Children's Choir e la Matt Jones Re-Collective Orchestra) | /                    |
| 2021 | Chain of Fools (Cast di Genius: Aretha feat. Cynthia Erivo) | /                    |

## Altre canzoni entrate in classifica
| Anno | Titolo                                                                                                | Classifiche | Classifiche | Classifiche | Classifiche | Classifiche | Classifiche | Album di provenienza   |
| Anno | Titolo                                                                                                | UK          | AUS         | CAN         | IRE         | NZ          | USA         | Album di provenienza   |
| ---- | --- | ----------- | ----------- | ----------- | ----------- | ----------- | ----------- | ---------------------- |
| 2024 | The Wizard and I (feat. Michelle Yeoh)                                                                | –           | –           | –           | –           | –           | 92          | Wicked: The Soundtrack |
| 2024 | What Is This Feeling? (feat. Ariana Grande)                                                           | 16          | 58          | 87          | 28          | 9           | 62          | Wicked: The Soundtrack |
| 2024 | Dancing Through Life (Jonathan Bailey feat. Ariana Grande, Ethan Slater, Marissa Bode, Cynthia Erivo) | –           | –           | –           | –           | 12          | 86          | Wicked: The Soundtrack |
| 2024 | I'm Not That Girl (con Ariana Grande, Kristin Chenoweth e Idina Menzel feat. Michael McCorry Rose)    | –           | –           | –           | –           | –           | 94          | Wicked: The Soundtrack |
| 2024 | One Short Day                                                                                         | –           | –           | –           | –           | –           | 114         | Wicked: The Soundtrack |

## Altre apparizioni
| Anno | Titolo                                   | Artisti                                    | Album                                                           |
| ---- | ---------------------------------------- | ------------------------------------------ | --------------------------------------------------------------- |
| 2013 | Suddenly                                 | Anderson & Petty                           | You Are Home: The Songs of Anderson & Petty                     |
| 2014 | Fly Before You Fall                      | –                                          | Beyond the Lights (Original Motion Picture Soundtrack)          |
| 2016 | Bridge over Troubled Water               | Alison Jiear                               | Inspirational                                                   |
| 2017 | Jump                                     | –                                          | Step (Music from and Inspired by the Motion Picture)            |
| 2017 | When You Wish Upon a Star                | Vera Lynn, Leigh Harline e Manning Sherwin | Vera Lynn 100                                                   |
| 2018 | Alright                                  | Anthony Ramos                              | The Freedom EP                                                  |
| 2018 | My Funny Valentine                       | Billy Porter                               | Billy Porter Presents: The Soul of Richard Rodgers              |
| 2018 | Nobody                                   | Todrick Hall e Jade Novah                  | Forbidden                                                       |
| 2018 | Si Pudiera Leer Tus Sueños               | –                                          | Singing You Home: Children's Songs for Family Reunification     |
| 2018 | Hold On I'm Coming                       | –                                          | Bad Times at the El Royale (Original Motion Picture Soundtrack) |
| 2018 | This Old Heart of Mine (Is Weak For You) | –                                          | Bad Times at the El Royale (Original Motion Picture Soundtrack) |
| 2019 | Angels We Have Heard on High             | Lea Michele                                | Christmas in the City                                           |
| 2019 | Goodbye Song                             | Terence Blanchard                          | Harriet (Original Motion Picture Soundtrack)                    |
| 2020 | I Don't Know How to Love Him             | –                                          | She is Risen: Volume One                                        |
| 2020 | Winter Song                              | Leslie Odom Jr.                            | The Christmas Album                                             |
| 2021 | Inside                                   | Logic                                      | Bobby Tarantino III                                             |
| 2024 | Intro                                    | Flo                                        | Access All Areas                                                |